# Ommata sallaei
Ommata sallaei är en skalbaggsart som beskrevs av Bates 1885. Ommata sallaei ingår i släktet Ommata och familjen långhorningar.
Artens utbredningsområde är Honduras. Inga underarter finns listade i Catalogue of Life.